# ULSI
| Sigles de 2 caractères   |
| Sigles de 3 caractères   |
| ► Sigles de 4 caractères |
| Sigles de 5 caractères   |
| Sigles de 6 caractères   |
| Sigles de 7 caractères   |
| Sigles de 8 caractères   |

ULSI (Ultra Large Scale Integration) est une échelle d'intégration définissant le nombre (de 100 000 et plus) de portes logiques dans un circuit intégré.
Ces distinctions ont peu à peu perdu de leur utilité avec la croissance exponentielle du nombre de portes logique. Aujourd'hui plusieurs centaines de millions de transistors (plusieurs dizaines de millions de portes logique) représentent un chiffre normal (pour un microprocesseur ou un circuit intégré graphique haut de gamme).